# Wassili Nikolajewitsch Gordow

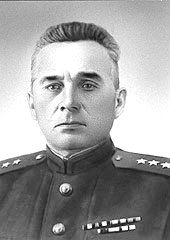
Wassili Nikolajewitsch Gordow

Wassili Nikolajewitsch Gordow (russisch Василий Николаевич Гордов; * 30. Novemberjul. / 12. Dezember 1896greg. im Dorf Matwejewka, Bezirk Menselinsk, Russisches Kaiserreich; † 24. August 1950 in Moskau) war ein sowjetischer Generaloberst und Armeeführer im Zweiten Weltkrieg.

## Leben
Der aus einer armen Bauernfamilie stammende W. N. Gordow wurde 1896 im Dorf Matwejewka, heute Bezirk Menselinsk im Gouvernement Ufa, Republik Tatarstan geboren.

### Frühe Militärkarriere
Während des Ersten Weltkriegs erfolgte 1915 sein Eintritt in die zaristische Armee, wo er schnell zum Unteroffizier aufstieg. 1917 schloss er sich der Roten Armee an und wirkte 1918 im Hauptquartier der 12. Armee bei der Nordfront. Während des Bürgerkriegs kämpfte er als Zug-, Kompanie- und Bataillonskommandeur, er war dann Regimentskommandeur an der Ost- und Westfront. Er beteiligte sich an den Kämpfen gegen die basisdemokratischen Formationen Machnos (Machnowschtschina). Im Juli 1921 wurde er stellvertretender Kommandeur des 53. Schützen-Regiments der 18. Schützenbrigade und ab Juni 1923 war er Bataillonskommandeur im 18. Schützen-Regiment von Kursk. 1925 absolvierte er einen Kommandeurskurs an der Höheren Taktischen Schule der Roten Armee. Seit 1925 fungierte er als Ausbilder der mongolischen Volksarmee. Im August 1926 wurde er stellvertretender Kommandeur des 241. Schützen-Regiments von Kaluga. Im Sommer 1927 besuchte er den Schieß- und Taktische Fortbildungskurse "Wystrel" der Komintern und im September 1927 wurde er Stellvertretender Kommandeur des 16. Schützen-Regiments. Im Jahr 1931 absolvierte er die Frunse-Militärakademie und wurde im Februar 1932 zum Assistenten des Abteilungsleiters der Direktion für Kampftraining der Roten Armee ernannt. Im Januar 1933 wurde er Stabschef der Moskauer Militärischen Infanterieschule.
Im Mai 1935 wurde er dann Stabschef der 18. Schützen-Division und am 15. Juni 1937 zum Kommandeur der 67. Schützendivision ernannt. Seit Juli 1939 fungierte er als stellvertretender Stabschef des Militärbezirks Kalinin, wurde am 29. November zum Oberst befördert und im Januar 1940 als amtierender Chef in dieser Position bestätigt. Im Juli 1940 wechselte er in der gleichen Position zum Militärbezirk Wolga. Er wurde am 17. Mai 1939 zum Brigadekommandeur ernannt und nahm am Sowjetisch-Finnischen Winterkrieg teil, wobei er bis zum 6. Dezember 1939 als Chef des Stabes der 7. Armee fungierte und am 4. Juni 1940 zum Generalmajor befördert wurde.

### Im Zweiten Weltkrieg
Mit Beginn des Zweiten Weltkriegs war Generalmajor Gordow Stabschef der 21. Armee und von 7. bis 24. August 1941 zum stellvertretenden Oberbefehlshaber dieser nach Gomel verlegten Armee (63. und 66. Schützenkorps) ernannt. Im Rahmen der ersten Formation der Brjansker Front leitete er die Schlacht von Gomel gegen die deutsche 2. Armee. Nachdem die Armeeoberbefehlshaber W. I. Kusnezow und F. I. Kusnezow die Armee wieder verließen, wurde Gordow am 15. Oktober längerfristig zum Oberbefehlshaber der 21. Armee ernannt. Die 21. Armee war der Südwestfront unterstellt worden und musste am 24. Oktober beim Rückzug vor der deutschen 6. Armee die Stadt Belgorod aufgeben. Mitte Dezember 1941 bis Januar 1942 nahmen die Armeetruppen an der Gegenoffensive in Richtung auf Kursk und Obojan teil.
Am 22. Juli 1942 wurde Gordow zum Generalleutnant ernannt und bis August 1942 kommandierte er die Truppen der Stalingrader Front, deren Truppen den Don-Bogen bei der Annäherungen deutscher Truppen und während der Kesselschlacht bei Kalatsch verteidigten. Gegen seine Ernennung setzte sich Marschall Timoschenko ein, der sich für General A. S. Chujanow aussprach, aber vom Parteifunktionär Georgi Malenkow überstimmt wurde. In seiner neuen Position machte Gordow an der neuen Front westlich des Don von Kletzkaja über Roschkowskaja nach Nischne-Kalinowka Führungsfehler bei der Organisation der Verteidigung und wurde nach 19 Tagen wieder entfernt. Am 12. August 1942 wurde er durch General A. I. Jeremenko ersetzt und zum stellvertretenden Befehlshaber derselben Front heruntergesetzt. Im September 1942 wurde er bei einem Bombenangriff schwer verletzt. Nachdem er sich bis 18. Oktober in die Reserve des Oberkommandos gestellt wurde, übernahm er die an der Westfront eingesetzte 33. Armee.
Im März 1943 nahm die 33. Armee an der letzten Schlacht von Rschew teil und führte anschließend in der Smolensker Operation eine wichtige Rolle. Die Truppen der 33. Armee führten zusammen mit den Formationen der 49. Armee den Hauptschlag und befreiten die Stadt Spas-Demensk. Am 9. September 1943 wurde Gordow für diesen Erfolg zum Generaloberst befördert. Im Verlauf der weiteren Kämpfe in Richtung auf Witebsk und Orscha erzielte seine Armee weniger Erfolg, da sie die deutsche Verteidigung nicht durchbrechen konnten. Zudem machten die Verluste der 33. Armee während dieser fünf Monate mehr als 50 Prozent der gesamten Ausfälle der Westfront aus.
Anfang 1944 ordnete Gordow das Kriegsgericht gegen Hauptmann A. Trofimow an, den Agitator der politischen Abteilung der 274. Schützendivision. Der Militärrat der Westfront qualifizierte diese Entscheidung als Willkür des Armeekommandanten und hob sie wieder auf. Diese Schlussfolgerung wurde durch den Beschluss einer Sonderkommission des Zentralkomitees der Kommunistischen Partei unter dem Sekretär G.M. Malenkow bestätigt, der sich mit dem Vorschlag, Gordow von seinem Kommando zu entfernen, an Josef Stalin wandte. Im März 1944 wurde Gordow darauf seines Amtes enthoben und dem Personalamt der Roten Armee zur Verfügung gestellt.
Am 2. April 1944 wurde Gordow zum Kommandeur der 3. Gardearmee ernannt. An der Spitze dieser Armee nahm er an der Lemberg-Sandomierz-Offensive und rückte mit seinen Truppen zur Weichsel vor. Während der Weichsel-Oder-Operation durchbrach die 3. Gardearmee die Verteidigung der deutschen Truppen und besetzte am 15. Januar Kielce. Am 17. Januar gingen seine Verbände über die Pilica und Warthe und konnten am 28. Januar die Oder erreichen. Von April bis Mai 1945 nahmen seine Truppen noch an der Berliner- und Prager Operation teil. Mit Dekret des Präsidiums des Obersten Sowjets der UdSSR vom 6. April 1945 wurde Wassili Nikolajewitsch Gordow der Titel eines Helden der Sowjetunion verliehen.

### Nachkriegszeit
Von Juli 1945 bis Juli 1946 war er der Kommandeur des Militärbezirks Wolga. Seit März 1946 war er Abgeordneter des Obersten Sowjets der UdSSR beim 2. Kongress und trat im November 1946 wegen Krankheit in den Ruhestand. Am 12. Januar 1947 Jahr wurde er auf Befehl Stalins verhaftet. Der Grund für die Verhaftung waren abgehörte Gespräche Gordows mit seiner Frau Tatjana Wladimirowa und den Generälen G. I. Kulik und F. T. Rybaltschenko, in denen er die Lage im Land und die Politik seiner Führung scharf kritisierte.
Vom Militärkollegium des Obersten Gerichtshofs der UdSSR wurde er am 24. August 1950 wegen versuchten Terroranschlags gegen die Führung der UdSSR zum Tode verurteilt. Das Urteil wurde am selben Tag im Lefortowo-Gefängnis vollstreckt. Durch ein Dekret des Präsidiums des Obersten Sowjets der UdSSR vom 29. Mai 1951 wurde ihm der Titel eines Helden der Sowjetunion und alle staatlichen Auszeichnungen entzogen. Die Asche wurde auf dem Moskauer Donskoi-Friedhof beigesetzt.
Nach Stalins Tod wurde er am 11. April 1956 durch das Militärkollegiums des Obersten Gerichtshofs der UdSSR rehabilitiert, wodurch das Urteil vom 24. August 1950 aufgrund neuer Indizien aufgehoben. Am 5. Juli 1960 wurde sein früherer Rang als Held der Sowjetunion wiederhergestellt.